# Partido Regionalista da Cantábria
O Partido Regionalista de Cantábria (PRC) é a segunda formação política mais antiga de Cantábria, Espanha. A origem do partido se encontra na Associação para a defesa dos interesses de Cantábria (ADIC), fundada em 14 de maio de 1976, com o objetivo de impulsar a vocação autonomista cantabriano. 
Assim, em 10 de novembro de 1978, nascia o Partido Regionalista de Cantábria (PRC); fundado por Miguel Ángel Revilla Roiz, Manuel Izquierdo Nozal, José Luis Oria Toribio, Eduardo Obregón Barreda e Juan José García González. Uns meses depois, já em 1979, o PRC concorre pela primeira vez a umas eleições generais, apresentando uma candidatura ao Senado.
O primeiro Congresso Regional do partido teve lugar nos dias 8 e 9 de dezembro de 1979 em Puente Viesgo, onde se aprovaram os Estatutos Generais, uma potência ideológica, outra sobre atuação municipal e uma terceira sobre política agrária, além de um projeto de Estatuto de Autonomia de Cantábria .
O seguinte congresso chegaria em 1982, o qual foi elegido Eduardo Obregón Barreda como secretário general. Em 8 de maio de 1983, com motivo das eleições regionais e municipais, o PRC acedeu o Parlamento de Cantábria com dois motivos disputados e obteve 63 concelhos.
Em 1985, Eduardo Obregón Barreda revalida seu cargo de secretário general no 3° Congreso Regional e dois anos depois, em 10 de junho de 1987, o PRC incrementa sua representação institucional, obtendo 5 deputados no Parlamento de Cantábria e 102 concelhos nas diferentes prefeituras da região. Esse mesmo dia tiveram lugar para eleições européias, as que o partido conseguiu 14.553 votos.

## Resultados eleitorais

### Eleições legislativas de Espanha

#### Resultados respeitantes da Cantábria
| Data   | CI.           | Votos         | %             | +/-           | Deputados     | +/-           | Status            |
| ------ | ------------- | ------------- | ------------- | ------------- | ------------- | ------------- | ----------------- |
| 1979   | Não Concorreu | Não Concorreu | Não Concorreu | Não Concorreu | Não Concorreu | Não Concorreu | Não Concorreu     |
| 1983   | Não Concorreu | Não Concorreu | Não Concorreu | Não Concorreu | Não Concorreu | Não Concorreu | Não Concorreu     |
| 1986   | Não Concorreu | Não Concorreu | Não Concorreu | Não Concorreu | Não Concorreu | Não Concorreu | Não Concorreu     |
| 1989   | Não Concorreu | Não Concorreu | Não Concorreu | Não Concorreu | Não Concorreu | Não Concorreu | Não Concorreu     |
| 1993   | 5.º           | 18 608        | 5,7 / 100,0   |               | 0 / 5         |               | Extra-parlamentar |
| 1996   | Não Concorreu | Não Concorreu | Não Concorreu | Não Concorreu | Não Concorreu | Não Concorreu | Não Concorreu     |
| 2004   | Não Concorreu | Não Concorreu | Não Concorreu | Não Concorreu | Não Concorreu | Não Concorreu | Não Concorreu     |
| 2008   | Não Concorreu | Não Concorreu | Não Concorreu | Não Concorreu | Não Concorreu | Não Concorreu | Não Concorreu     |
| 2011   | 3.º           | 44 010        | 12,5 / 100,0  |               | 0 / 5         |               | Extra-parlamentar |
| 2015   | Não Concorreu | Não Concorreu | Não Concorreu | Não Concorreu | Não Concorreu | Não Concorreu | Não Concorreu     |
| 2016   | Não Concorreu | Não Concorreu | Não Concorreu | Não Concorreu | Não Concorreu | Não Concorreu | Não Concorreu     |
| 2019-A | 4.º           | 52 197        | 14,6 / 100,0  |               | 1 / 5         |               | -                 |
| 2019-N | 3.º           | 68 580        | 21,1 / 100,0  | 5,5           | 1 / 5         | Estável       |                   |

### Eleições regionais
| Data | CI. | Votos   | %            |     | Deputados | +/-     | Status   |
| ---- | --- | ------- | ------------ | --- | --------- | ------- | -------- |
| 1983 | 3.º | 18 767  | 6,7 / 100,0  |     | 2 / 35    |         | Oposição |
| 1987 | 3.º | 38 202  | 12,9 / 100,0 | 6,2 | 5 / 39    | 3       | Oposição |
| 1991 | 4.º | 18 789  | 6,4 / 100,0  | 6,5 | 2 / 39    | 3       | Oposição |
| 1995 | 4.º | 46 587  | 14,6 / 100,0 | 8,2 | 6 / 39    | 4       | Governo  |
| 1999 | 3.º | 42 896  | 13,5 / 100,0 | 1,1 | 6 / 39    | Estável | Governo  |
| 2003 | 3.º | 66 480  | 19,2 / 100,0 | 5,7 | 8 / 39    | 2       | Governo  |
| 2007 | 2.º | 99 159  | 28,6 / 100,0 | 9,4 | 12 / 39   | 4       | Governo  |
| 2011 | 2.º | 98 887  | 29,1 / 100,0 | 0,5 | 12 / 39   | Estável | Oposição |
| 2015 | 2.º | 96 070  | 30,0 / 100,0 | 0,9 | 12 / 35   | Estável | Governo  |
| 2019 | 1.º | 122 479 | 37,7 / 100,0 | 7,7 | 14 / 35   | 2       | Governo  |